# 冰川神社

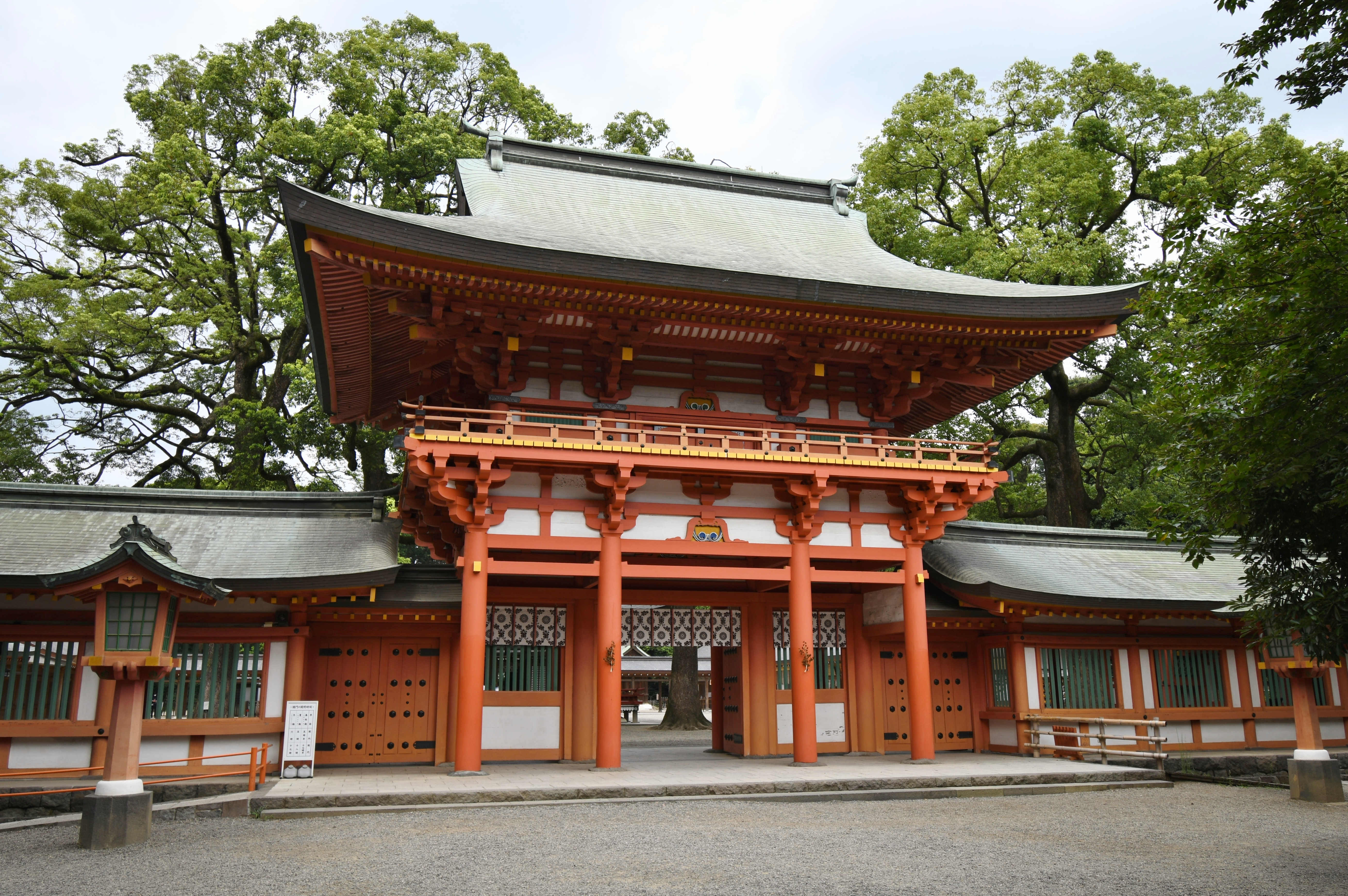
樓門

氷川神社（日语：／）是位於埼玉縣埼玉市大宮區高鼻町一丁目的一座神社，是以足立郡為中心的坐落在武藏國（東京都、埼玉縣）各地的冰川神社的總本社。為式内社（名神大）、武藏國一宮、勅祭社，舊社格為官幣大社。為與其他的氷川神社相區別，也稱「大宮氷川神社」。主祭神是須佐之男命、稻田姫命、大己貴命。相傳始建於孝昭天皇3年（前473年）4月，但實際建造年份現已難考。

## 關連項目
- 冰川信仰
- 冰川丸